# Roccafranca
Roccafranca (Ròcafranca in dialetto bresciano) è un comune italiano di 4 952 abitanti della provincia di Brescia (Lombardia).

## Geografia

### Territorio
Roccafranca è situata nella parte sud-occidentale della Bassa Bresciana, sulla riva sinistra del fiume Oglio, che la separa dalla provincia di Cremona e da quella di Bergamo. Il territorio comunale è allungato nella parte nord e si protende verso Chiari,qui si trova la località San Fermo; a sud-est si trova invece la frazione di Ludriano, comune autonomo fino alla sua annessione a Roccafranca nel 1900.
La superficie del comune di Roccafranca è di 19,13 km², l'altitudine media è di 117 m s.l.m. (minima 82, massima 118). Tutto il territorio è attraversato da numerosi corsi d'acqua; oltre al fiume Oglio ci sono rogge e canali irrigui gestiti dal consorzio di bonifica Roggia Vescovada e numerosi fontanili e risorgive che però irrigano i terreni di competenza dei comuni più a sud.

### Clima
Situato nella pianura padana, Roccafranca ha un clima di tipo continentale con inverni freddi con molte giornate di gelo e pioggia. Le estati sono calde, afose, umide e moderatamente piovose. Le temperature, in tale periodo, possono superare i 30 °C e l'umidità superare il 90%, causando il fenomeno dell'afa. La nebbia caratterizza l'inverno di Roccafranca perdurando anche per intere settimane. Solitamente è poco ventilato e soprattutto d'inverno ristagna lo smog creando problemi per la concentrazione in atmosfera di PM10.

## Storia
Il primo insediamento risale al IV secolo quando un gruppo di celti si stanziarono presso l'attuale abitato di Roccafranca. Nel 1368 entrò a far parte dei possedimenti di Regina della Scala. Nel 1426 Roccafranca si separava da Brescia e due anni più tardi veniva annesso ai territori del Carmagnola, al quale si sostituì in seguito la famiglia degli Albini a loro volta sostituiti nel 1453 da Francesco Sforza. Il nome del paese sembra derivi dal castello e appare per la prima volta in un documento del XIII sec. Nella chiesa parrocchiale dedicata ai santi Gervasio e Protasio sono conservati i frammenti di alcuni affreschi del 1500. Anche nel palazzo che fu costruito dai Martinengo si trovano affreschi del XVI secolo che portano la firma di Lattanzio Gambara. Dal 1695 Roccafranca ha sempre celebrato con grande solennità i "fistù", festività quinquennale che cade nel mese di maggio ed ha una valenza religiosa e nello stesso tempo folcloristica. Infatti i tre martiri venerati a Roccafranca (santa Chiara, san Vincenzo e san Vittorino) vengono ricordati non solo con le consuete celebrazioni religiose ma anche con i "festoni" addobbi trionfali a guisa di arco, da cui il nome "arcate", preparati dalle singole famiglie con i quali si ornano e decorano le porte e le finestre delle case del paese. La tradizione è rimasta intatta per secoli e le arcate di Roccafranca hanno sempre stimolato l'inventiva degli abitanti nell'elaborare arcate che si distinguessero le une dalle altre per bellezza originalità ed innovazione. Intorno agli anni '50 è comparso l'uso di utilizzare le "piantiline" ossia rami piantati per terra abbelliti con foglie e fiori di pesco in carta.

### Simboli
Lo stemma e il gonfalone sono stati concessi con decreto del presidente della Repubblica del 23 novembre 1998.
Il gonfalone è un drappo di azzurro.

## Società

### Evoluzione demografica
Abitanti censiti

### Etnie e minoranze straniere
Al 1º gennaio 2022 la popolazione straniera residente era di 766 persone, equivalenti al 15,8% della popolazione residente. Le nazionalità maggiormente rappresentate in base alla loro percentuale sul totale della popolazione straniera residente erano:
- Kosovo 388 50,7%
- Marocco 96 12,35%
- Albania 89 11,62%
- India 49 6,4%
- Romania 47 6,14%

## Amministrazione
| Periodo        | Periodo        | Primo cittadino      | Partito                        | Carica  | Note  |
| -------------- | -------------- | -------------------- | ------------------------------ | ------- | ----- |
| 24 aprile 1995 | 14 giugno 1999 | Cristoforo Franzelli | lista civica di centrosinistra | Sindaco | [ 9 ] |
| 14 giugno 1999 | 8 giugno 2009  | Umberto Antonelli    | lista civica di centrosinistra | Sindaco |       |
| 8 giugno 2009  | 26 maggio 2014 | Marina Murachelli    | Lega Nord                      | Sindaco |       |
| 26 maggio 2014 | 27 maggio 2019 | Emiliano Valtulini   | lista civica di centrosinistra | Sindaco |       |
| 27 maggio 2019 | in carica      | Marco Franzelli      | Lega                           | Sindaco |       |